# Parque El Calero

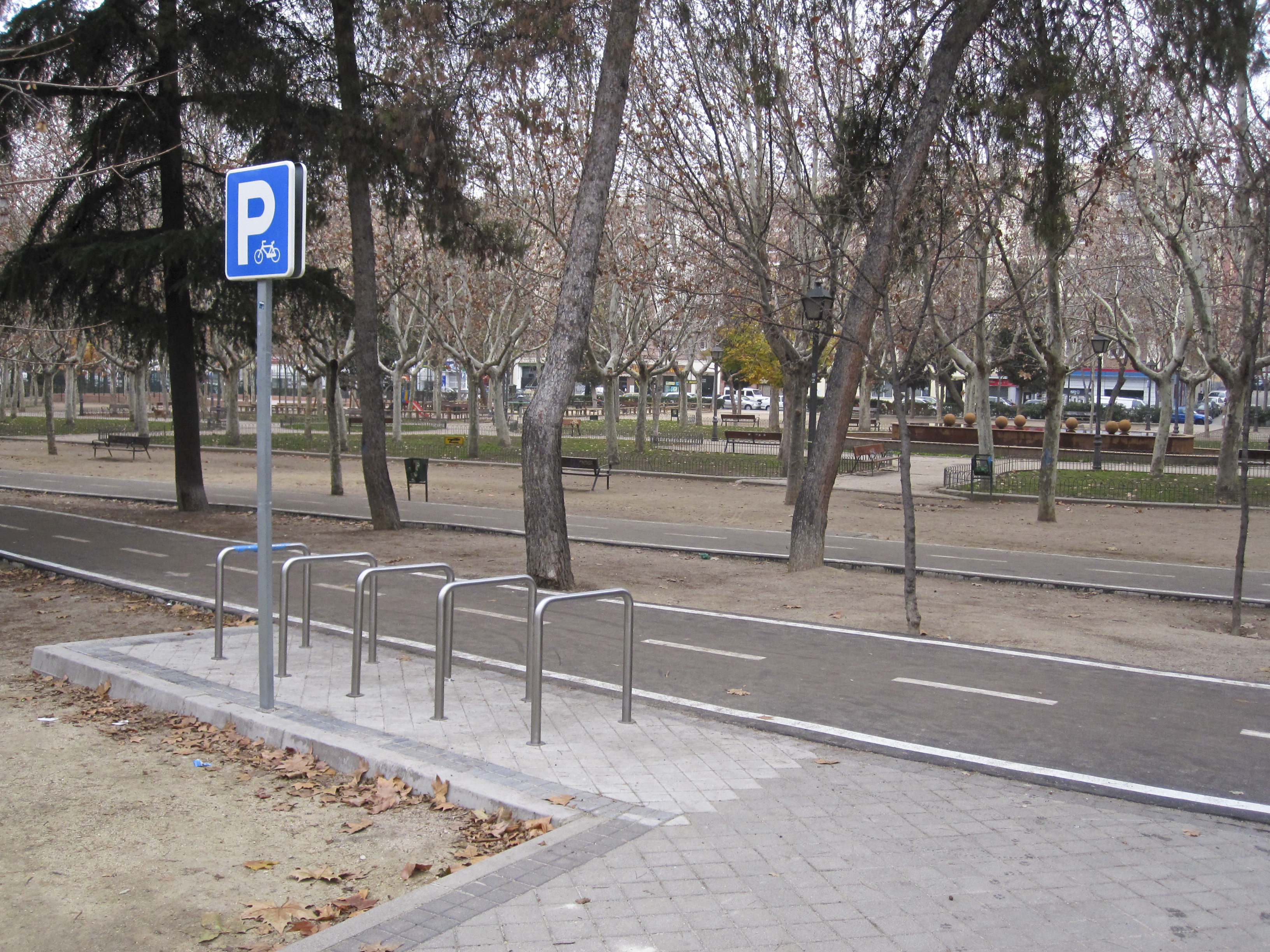
Rundbana för cykel i El Calero.

Parque El Calero är en stadspark i Madrid i Spanien. Den ligger i stadsdelen Quintana i distriktet Ciudad Lineal.
Parken har fått sitt namn från Calero-strömmen, ett av flera vattendrag som rann genom det nuvarande distriktet Ciudad Lineal och täcktes över i och med stadens tillväxt, Parken som har en area av 67975 m2 anlades 1953 och är också känd som Parque de la Concepción.
Parken består av tre områden, två mellan gatorna Virgen de Nuria och José del Hierro och ett mellan José del Hierro och Virgen de Lluc.
I parken finns ett kommunalt auditorium som används mest för filmvisning under sommaren, men är förberett för konserter och liknande. Det finns banor för petanque, för basket och områden för barn och ett inhägnat område för hundar.
Längs Virgen de Nuria finns barer och restauranger.
Träden i parken skadades av ovädret Filomena under januari 2021. 
Under 2023 pågick renoveringsarbeten, bland annat beläggningsarbeten, plantering av växter, nya staket med mera. Första lagret av packat material tolkades av närboende som "betong", vilket ledde till protester.